# Martelaressen van Compiègne

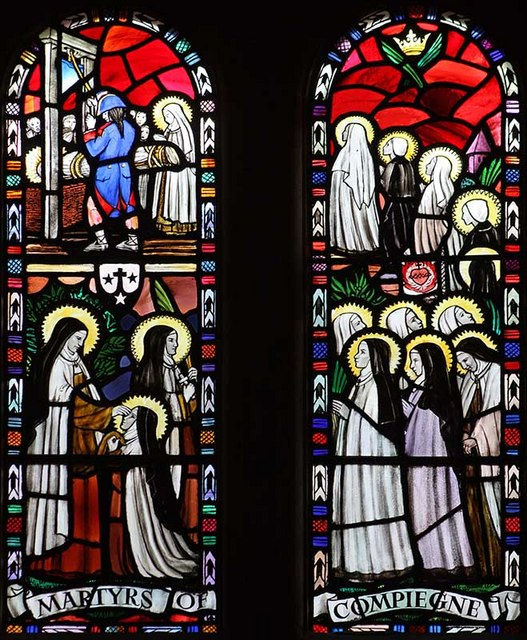
De martelaressen van Compiègne, glas-in-loodramen van de hand van zuster Margaret Agnes Rope (1882-1953) in de kerk van het karmelietessenklooster in Quidenham, Norfolk, Engeland

De zestien Martelaressen van Compiègne zijn karmelietessen uit een klooster in Compiègne die op 17 juli 1794 in Parijs onder de guillotine zijn gebracht tijdens de Terreur in de periode van de Franse Revolutie. De groep bestond uit 16 personen: 11 ongeschoeide karmelietessen, 3 lekenzusters en 2 aangesloten religieuzen. Ze werden in 1793 uit hun klooster in Compiègne gezet. De moeder-overste vond enkele katholieke families bereid om de nonnen op te vangen. Daar gingen ze voort in hun levenswijze van werken, zingen en bidden. Ze werden samen met een groep Engelse benedictinessen in juni 1794 gearresteerd nadat het klooster was doorzocht en er enkele compromitterende geschriften en zaken zouden zijn aangetroffen – onvoorzichtige brieven die de Revolutie bekritiseerden en een royalistische en fanatiek-religieuze samenzwering konden doen vermoeden, en afbeeldingen van het Heilig Hart.
Antoine Quentin Fouquier de Tinville – hij werd zelf onthoofd in 1795 – trad op als openbare aanklager. De zusters werden ervan beschuldigd contrarevolutionaire vergaderingen belegd te hebben en de kloosterregel te blijven volgen. Dat laatste werd beschouwd als religieus fanatisme. De opstandelingen in het departement Vendée gebruikten het Heilig Hart als embleem. Ze zouden ook geweigerd hebben een eed af te leggen zoals vereist volgens de nieuwe wetgeving. Ze werden daarom ter dood veroordeeld wegens fanatisme en opruiing en vervolgens geguillotineerd. Hun stoffelijke resten werden in een massagraf geworpen dat zich thans op het Cimetière de Picpus bevindt.
Het lag in de bedoeling om na de karmelietessen ook de benedictinessen te berechten. Dat laatste is niet gebeurd omdat Robespierre, de leider van het Schrikbewind, zelf werd geëxecuteerd op 27 juli 1794, tien dagen na de karmelietessen. De terechtstelling  van de nonnen maakte veel indruk op het Franse publiek, omdat ze gingen zingen, ook toen ze onder de guillotine lagen. Het werd ijzingwekkend stil in Parijs. Het zingen werd steeds zwakker naarmate steeds meer nonnen onder de guillotine kwamen. De laatste, de moeder-overste, zong nog solo.

## Invloeden
Gertrud von Le Fort verwerkte de gebeurtenissen in haar novelle Die Letzte am Schafott (1931), die een inspiratiebron vormde voor de opera Dialogues des carmélites (1957) van Francis Poulenc, de film Le Dialogue des carmélites (1960) van Philippe Agostini en Raymond Léopold Bruckberger, en de televisiefilm Dialogues des carmélites (1984) van Pierre Cardinal.

## Videolinks
- Korte impressie van de Franse Revolutie met de executie van de karmelitessen
- Het slot van de opera over de executie van de karmelitessen
- De complete film over de martelaressen van Compiègne